# 劉成勳

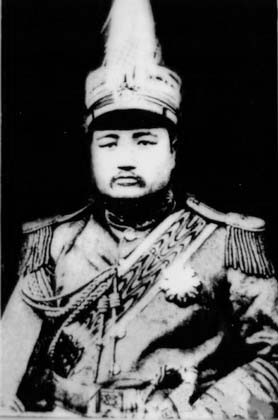

劉成勳（1883年—1944年12月），字禹九，男，四川省邛州大邑县人，中華民国军事将领，川軍指揮官之一。他和同時代川軍将领劉湘、劉文輝同姓同乡，但没有血缘关係。自称是昭烈帝刘备后裔第48代孙。

## 生平

### 民初的崛起
劉成勳出生于一个卖蜡烛的家庭。从四川武備学堂速成班毕业后，劉成勳加入四川的新軍。後来经錫良推薦，劉成勳任职于東三省总督趙爾巽手下。辛亥革命之际，劉成勳率部在奉天（今瀋陽）参加革命派。
1912年（民国元年）3月，劉成勳回到四川省，被統制劉存厚任命为手下的四川第4鎮参謀長。同年7月，四川都督尹昌衡出征西藏，他随同参战，立下軍功。1914年（民国3年），川边鎮守使張毅任命他为討逆軍总司令，镇压叛乱的陳步三的部隊。
1916年（民国5年）12月護国战争爆发，劉成勳在雅安呼应護国軍。劉存厚任命他担任第2師第1混成旅旅長兼左翼总司令。他同蔡鍔所率護国軍第1軍合流，与北京政府軍作战。1917年（民国6年），劉存厚、羅佩金（滇軍）、戴戡（黔軍）三人混战，劉成勳辅佐劉存厚取得勝利。1918年（民国7年）1月，劉成勳被任命为第21師第22混成旅旅長。

### 劉水公
同年，北京政府派的劉存厚被南方政府派的熊克武击败，逃到陝西省南部。劉成勳未随同劉存厚前往陕西，而是留在四川省内，和劉湘共同推戴熊克武任四川靖国軍总司令。劉成勳被任命为四川第4師師長，驻扎新津。1920年（民国9年）5月，熊克武开始讨伐省内的滇軍，劉成勳被任命为第3軍軍長。但劉成勳未响应该作战，而是取旁观姿态。同年7月，劉成勳被广東軍政府任命为幇办四川軍務。
同年8月，熊克武同劉存厚和解，组织靖川軍，开始讨伐呂超，劉成勳参加了该作战。此后熊克武同劉存厚对立，1921年（民国10年），熊克武驱逐劉存厚作战开始。劉成勳虽然声称支持熊克武，但是没有发起实际的军事行动。同年6月川軍总司令劉湘指揮出征湖北省（「援鄂」），劉成勳未参加而是旁观。
以上保存实力的做法遭到了揶揄，川軍指揮官間称劉成勳为「水漩」，一般人则称其「劉水公」等。

### 短暂统治四川
1922年（民国11年）7月，第1軍軍長熊克武、第2軍軍長劉湘之间发生战争（「一、二軍之战」）。第3軍軍長劉成勳被熊克武授以川軍臨時总司令的地位，劉成勳乃支持熊克武。劉成勳召集其他川軍将领击败劉湘，劉湘下野。10月，劉成勳被四川善後会議拥立为川軍总司令。12月，他被四川省議会推戴为四川省臨時省長。劉成勳此时取得了四川的最高統治权。
但是，劉成勳的优势地位并没有持续多久。劉成勳无力抑制其他川軍指揮官的崛起。1923年（民国12年）1月，他讨伐北京政府方面的川軍第3師師長邓錫侯等失敗。5月，他丧失了臨時总司令、省長的地位，退据新津。同年11月，劉湘在吴佩孚的支援下东山再起，开始讨伐熊克武，劉成勳改支持劉湘，熊克武被驱逐出四川。

### 转进西康、最終敗北
此后，劉成勳企图在四川边境地域扩大勢力，加紧进攻川边鎮守使陳遐龄，占领了雅安。1924年（民国13年）12月，劉成勳继劉湘之後被任命为川边防務督办。1925年（民国14年）2月，该职位改为西康屯墾使，劉成勳被任命为西康屯墾使。
此后，受到吴佩孚支持的四川督理楊森发动四川統一之战。此时劉成勳率先反对楊森，遭到敗北。幸而劉湘等其他川軍指揮官反击楊森，劉成勳呼应击退了楊森。
1926年（民国15年），得知国民政府北伐取得优势，劉成勳进行呼应。同年11月，他被任命为国民革命軍第23軍軍長，12月在雅安就任宣誓。此后，劉成勳呼吁劉湘、劉文輝（他們倆已經参加国民革命軍）参加北伐战争。但因劉湘、劉文輝不想離開四川，他們急速联合，开始讨伐劉成勳。劉成勳败北，雅安陷落。1927年（民国16年）6月，劉成勳发表下野宣言。自此劉成勳完全结束了軍事、政治历程。以後，他经营果園直到晩年。
1944年（民国33年）12月，劉成勳在大邑病逝。享年62岁。